# 사부아
사부아(프랑스어: Savoie, 프랑코프로방스어: Savouè 사브웨, 이탈리아어: Savoia 사보이아[*], 영어: Savoy 사보이[*], 독일어: Savoyen 자포이엔[*])는 서유럽의 문화적 지역이다. 레만호 북쪽과 도피네 남쪽 사이의 서알프스산맥 지역으로 이루어져 있다. 프랑크의 부르고뉴 왕국이 멸망한 뒤 등장하였다. 역사적으로는 사보이아 공국의 영토였으나 프랑스에서 이탈리아로 향하는 최단 루트 길목에 위치해서 프랑스의 점령지가 되는 경우가 잦았다. 1860년 토리노 조약으로 사보이아 가문이 이탈리아 통일을 위해 프랑스로 양도하면서 현재는 프랑스의 영토이다.

## 같이 보기
- 사보이아가